# Блюм, Рене
Рене́ Блюм (фр. René Blum; 13 марта 1878, Париж — 28 сентября 1942, концлагерь Освенцим (Аушвиц), Германия) — французский балетный импресарио и искусствовед еврейского происхождения. Основал совместно с полковником В. де Базилем труппу Русский балет Монте-Карло (также Балле рюс де Монте-Карло, 1932). Младший брат Леона Блюма.

## Биография
Родился в успешной семье французских ассимилированных евреев, относившейся к среднему классу буржуазии, был младшим из пяти сыновей. Мать — Мари-Адель-Алис Пикар (Marie-Adèle-Alice Picart), отец — Огюст Больм (Augustue Blum) — происходил из Эльзаса и был владельцем магазина женской одежды. Отец знал иврит, немецкий и французский языки, понимал английскую речь. Видимо, Рене унаследовал способности отца.
Начал карьеру в качестве журналиста газеты Gil Blas. Способствовал выходу в свет первого романа своего друга юности Марселя Пруста «По направлению к Свану» (1913), выступив в качестве посредника между Прустом и издателем Грассе; был одним из прототипов персонажа Альбера Блока. В 1924—1929 годах занимал должность руководителя Оперы Монте-Карло, а с 1926 года — художественного руководителя театра. В Ле-Туке-Пари-Плаж организовал театральный сезон, где прошло 120 представлений разных жанров: опер, оперетт, балетов и кинофильмов.
В 1932 году вместе с полковником В. де Базилем создал труппу Русский балет Монте-Карло. В то время как В. де Базиль исполнял роль администратора, Р. Блюм руководил художественной частью компании. После конфликта с В. де Базилем основал собственную трупу Балеты Монте-Карло (фр. Les Ballets de Monte-Carlo), которую возглавлял с января 1936 года по февраль 1938 года. Некоторые источники отмечают, что Р. Блюм выступил духовным наследником С. П. Дягилева, привлекал к сотрудничеству художников, молодых композиторов и танцовщиков с перспективным будущим: И. Баронову, А. Эглевского, Д. Лишина, Т. Рябушинскую, Т. Туманову и других.
С началом Второй мировой войны перебрался в Андай, но в 1939 году отказался выехать вместе с труппой на гастроли в Нью-Йорк и заявил о своём возвращении в Париж, расценивая, как и его брат Леон, выезд с родины как дезертирство. Будучи евреем, был арестован 12 декабря 1941 года в своей парижской квартире, находился в заключении в различных лагерях, после чего в сентябре 1942 года был отправлен в Аушвиц. Рене Блюм встретил свою смерть в концлагере 30 апреля 1943 года. Относительно даты гибели импресарио данные источников расходятся: по одним сведениям — 28 сентября 1942 года. В. В. Киселёв указывал дату смерти 28 апреля 1942 года.